# Нед Старк
Едард „Нед” Старк (енгл. Eddard "Ned" Stark) јесте измишљени лик из романа Игра престола (1996) Џорџа Р. Р. Мартина. У причи, Нед је господар Зимоврела, древне тврђаве на северу измишљеног континента Вестерос. Иако је портретисан као главни лик серијала Песма леда и ватре, велики заокрет му се дешава већ у првој књизи.
Лик Едарда Старка се појављује и у Ејч-Би-Оуовој серији Игра престола која је адаптација истоименога серијала романа. Неда тумачи Шон Бин у првој сезони, као дечака Себастијан Крофт у шестој сезони, а као младића Роберт Арамајо у шестој и седмој сезони. Бин је за своје тумачење Неда Старка био номинован за награду Сатурн за најбољега глумца на телевизији и награду Скрим за најбољег глумца у серији жанра фантастике. Остатак глумачке поставе и он били су номиновани за награду Удружења филмских глумаца за најбољу глумачку поставу у драмској серији 2011. године.

## Карактеризација

### Опис
У Игри престола (1996), Нед Старк је представљен као врли и часни патријарх куће Старк и отац шестеро деце. Он је морални компас приче који се увек труди да остане далеко од дворских интрига и непоколебљив је у своме уверењу да буде одан и частан. Поносан на своју кућу и њену традицију, он не жели да склапа никакве компромисе које су сумњивог морала, међутим његове границе у моралноме погледу се све више испитују током романа. Пронашавши себе као кључнога играча у ескалирајућој политичкој интриги у Краљевој Луци, престоници Вестероса, Нед покушава да истрајава док га сопствени осећај части увлачи у корумпиране догађаје на двору. Како прича напредује, он почиње да увиђа важност моралних и практичних компромиса како би се постигли праведни циљеви, те је на крају примењен да бира између безбедности своје породице и чињења онога што је исправно.
Шон Бин, глумац који је тумачио лик Едарда Старка у екранизацији романа, рекао је о Недовом лику: „Он је добар човек који покушава да да све од себе усред свеопште корупције, он је риба на сувом, навикао је да буде на северу, у Зимоврелу у којем су људи прилично искрени и прагматични, а касније долази до места у којем се играју свакакве игрице и у којем се забадају ножеви у леђа... Он је принципијелан човек који покушава да држи ствари на свом месту. Ово је путовање које он чини тамо где његова лојалност на крају изазива његов пад.”

### Развој и преглед
Паблишерс викли је 1996. приметио да, упркос искреној интервенцији Неда Старка у судским питањима, „никаква количина јунаштва или добрих намера не може држати краљевство под контролом.” Од свог првог појављивања, Нед је приказан као племенити јунак који је постављен да буде главни лик приче. Петанест поглавља у књизи писано је из његове тачке гледишта, што је више од било ког појединачног лика у роману. Не само да је постављен као главни лик у роману, већ је он главни сведок дешавања у Краљевој Луци која је окосница романа. Готово сва дешавања у Краљевој Луци која су кључна за причу су писана из његове тачке гледишта.
Џорџ Ланкестер за Лондон ривју ов букс пише да су све приче о Неду осмишљене тако да придобију симпатије публике, од његовог снажног осећаја части и моралног компаса, до саосећања према жени и деци. Читаоци су навели да верују да ће Нед бити главни лик серијала, али ипак се показало да, из књижевне перспективе, он је такозвани протагониста-мамац. Након што се борио да себе и краљевство одржи на морланом путу током читавог романа, он на крају склапа компромис како би спасао своју породицу остављајући своју част по страни. Међутим, када су сви мислили да ће га то спасити од сигурне смрти, он је на крају ипак издан.
Њујорк тајмс је Недово погубљење назвао „шокантним” приметивши да је роман Игра престола „познат по томе што је приказао главног лика као заиста вредног дивљења с којим су се читаоци поистовећивали већи део књиге.” У интервјуу за Ентертајнмент викли Џорџ Р. Р. Мартин, аутор овог романа, прокоментарисао је ову погрешну логику:
„Знао сам то скоро од почетка. Не први дан, али врло брзо. У многим интервјуима сам рекао да волим што је моја фикција непредвидива. Волим што постоји велика неизвесност. Убио сам Неда у првој књизи и то је шокирало многе људе. Убио сам Неда јер сви мисле да је он херој и да ће сигурно упасти у невољу, али ће се онда некако извући.”
Дејвид Бениоф, извршни продуцент и сценариста Ејч-Би-Оуове адаптације овог романа, рекао је за Ентертајмент викли да после читања романа:
„Био сам у шоку. Из ваше навике да гледате толико филмова и читате толико књига, знате да ће ваш јунак бити спасен... Неко има нешто у плану, јер му баш и неће одсећи главу — све до тренутка када су секли његову главу. Био сам шокиран, а потом и дивљење Џорџовој немилосрдности. Тешка је ствар изградити карактер и учинити некога тако незаборавним и импресивним као Нед, а затим га се отарасити. Али у исто време то води до приче која је много напетија јер заиста немате појма шта ће се догодити и ко ће преживети.”
У рецензији на епизоду телевизијске серије Игра престола, Џејмс Понијевозик је у Тајму написао да је „погубљење Едарда Старка кључно за причу и њене теме и све што следи, али је такође мета-порука читаоцу: не узимајте овде ништа здраво за готово.” Џејмс Хиберд из Ентертајмент виклија изјавио је да је причу учинило бољим то што је публика преварена, што је наведена да ће Нед бити главни јунак приче, али је на крају изненада убијен. Он је додао да „велики преокрет овде није у томе што Нед Старк умире, већ питање ко је у ствари прави главни лик Игре престола.” Хиберд је истакао да у средиште пажње долазе „нова генерација” лидера, посебно Едардова деца, али и Денерис, па чак и кепец Тирион Ланистер. Он појашњава:
„Нед Старк не умире узалудно... Тиче се Старкове деце — која су премлада да би се суочила са овим одговорностима — он их гура их у борбу у којој су приморани да брзо расту као ликови. Мартин разбија многе клишее у свом писању, али овај потез је традиционална ствар јуначког путовања ако сматрате да су деца истински протагонисти ове приче — само жртвовањем очинског ментора наши хероји могу доћи на своје.”

## Прича
Како је утврђено у Игри престола, Едард „Нед” Старк је други син Рикарда Старка, господара Зимоврела. Осим старијег брата Брендона, имао је и млађег брата Бенџена, као и сестру Лијену.
Годинама пре догађања у роману, Нед је био тих и стидљив дечак. Родио се у Зимоврелу, на Северу, али је од осме године послат у Гнездо соколово, у Дол, код лорда Џона Ерина. За то време Едард постаје близак пријатељ с Робертом Баратеоном, наследником Крајолуја, који је такође био штићеник лорда Ерина, а сам господар Дола им постаје попут другог оца. Према сведочењима Станиса Баратеона, Робертовога млађег брата, на почетку књиге Судар краљева, Роберт је толико волео Едарда да га је више поштовао од његове рођене браће. Када је Нед стасао као младић, живео је на релацији Гнездо соколово—Зимоврел. Током једне од својих посета Зимоврелу, Нед предлаже оцу Рикарду да уда Лијену за Роберта Баратеона. Рикард Старк пристаје и Роберт је на крају верен за Лијену. Она је била сумњичава по питању брака с Робертом јер је знала да је женскарош и није веровала да ће јој остати веран, поготову кад је сазнала да је он направио копиле у Долу, девојчицу која се звала Мија Камена. Едард није имао сигурна сазнања да је она стварно Робертово копиле, али пошто је знао како девојчица изгледа, да личи на Роберта, није желео да оповргне Лијенину теорију.
Пре него што се Роберт оженио Лијеном, престолонаследник Седам краљевстава Регар Таргарјен киднапује Лијену. Недов отац и старији брат Брендон одлазе код краља Ериса II Таргарјена и захтевају да се Лијена ослободи. Такозвани „Луди Краљ” их погубљује уверен да Старкови желе да га свргну с престола. Нед, Роберт и Ерин се тада дижу на устанак обезбеђујући подршку куће Тули која је требало да се ороди са Старковима кроз брак Брендона и Кејтлин Тули. Међутим, пошто је Брен погубљен, Едард узима Кејтлин за жену. Нед одлази у рат следећега јутра.
У одлучујућој бици код Трозупца, Роберт успева да убије принца Регара што је таргарјенску војску дало у бег. Роберт је повређен у бици, па Нед преузима команду и маршира на престоницу, Краљеву Луку. Тамо открива да је кућа Ланистер, која се је прво подржала Таргарјене, већ опљачкала град, издала краљевску династију, те убила Ериса и целу краљевску породицу у којој су били и недужна деца. Згрожен нечасним покољем, Нед одлази да коначно угуши опсаду Крајолуја (после скоро годину дана), које је упориште куће Баратеон. Касније покушава да спасе Лијену, али доцкан јер је она била на издисају када је дошао.
Шест година после завршетка Робертове побуне, Белон Грејџој, господар Гвоздених острва, проглашава независност од Гвозденог престола. Нед помаже краљу Роберту да угаси побуну у којој гину прва два Белонова сина. Белон се предаје, а његов једини преживели син и наследник Теон бива одведен у Зимоврел као Недов штићеник и талац. Едард Старк влада Севером још девет година пре догађаја у роману.

### Игра престола
Када почиње радња романа Игра престола, Кејтлин обавештава Неда да је његов ментор Џон Ерин умро и да краљ Роберт намерава да му понуди Џонову стару позицију краљеве деснице. Нед је нерадо примио понуду јер није волео интриге у вези с престолом и био је задовољан што је далеко од тога, на његовом родном Северу. Писмо које је његова супруга Кејтлин добила од своје параноичне сестре Лизе, Џонове супруге, у којем је Еринова удовица обзнанила своје сумње да су Џона отровали Ланистери, додатно га је убедило да ипак промени став и да крене у Краљеву Луку како би био Робертова десница. Нед затим путује на југ у Краљеву Луку са својим кћерима Сансом и Арјом. Кејлтин доцније у тајности долази пре Неда у престоницу, под заштитом њеног пријатеља и удварача из детињства Малопрстића, како би испричала Едарду о покушају убиства њиховог младог сина Брена. Недово дугогодишње неповерење према Ланистерима додатно је подстакнуто Малопрстићевом потврдом да је бодеж који је користио плаћени убица некада припадао Тириону Ланистеру. Све више згрожаван политичким играма на двору, Нед коначно даје оставку на позицију краљеве деснице када Роберт инсистира на томе да Ерисово једино преживело дете, девојчица Денерис Таргарјен, буде убијена у изгнанству. У међувремену, Кејтлин је узела Тириона за таоца у Долу, као одмазду за напад Џејмија Ланистера на Едарда и његове пријатеље. Нед у том нападу сломи ногу, док су му остали пријатељи побијени. Због свега тока, Едарду не успева план да што пре напусти Краљеву Луку, и он мора да остане, а Роберт га приликом посете поновно именује за десницу.
Нед на крају закључује да су сва деца која се приписују Серсеи и њему ванбрачна, и да он нема ниједног крвног наследника, већ да су они зачети родоскврним односом између близанаца Серсеи и Џејмија Ланистера. Даље, Нед сумња да је Џон Ерин отрован јер је открио истину о „Робертовој деци”. Нед суочава Серсеи са својим открићем и даје јој шансу да побегне са својом децом у изгнанство, јер није желео да се ништа деси недужној деци, као што је то било случај са Таргарјенима. Пре него што Нед успе то да каже краљу, Роберт у алкохолисаном стању (сумња се да му је нешто додатно стављено у мешину вина) бива смртно рањен током лова на вепра. Умирући краљ на смртној одори именује Неда за регента заштитника краљевства док Џорфи, „његов син”, не постане пунолетан. Нед мења прећуткује и мења Робертов тестамент, замењујући Џофријево име с „мој законити наследник” како би дао правни легалитет у случају да се докаже да у сва „његова деца” копилади. Док је двор у хаосу због краља, Нед одбија вишеструке прилике да увећа своју моћ и уместо тога одлучује да крунише Станиса Баратеона, Робертовог млађег брата, за краља по принципу примогенитуре. Серсеи међутим надмашује Неда, а дволични Малопрстић, иако је обећао да ће слушати само Неда, издаје га и тера градску стражу да га ухапси. Пошто је сва његова пратња поклана, Санса постала талац, а Арја у бекству, Едард је оптужен за велеиздају. Он склапа договор у којем ће му живот бити поштеђен, али ће бити послат у изгнанство, само уколико прогласи Џофрија законитим краљем. У страху за своје кћерке Нед јавно признаје своју „издају”. Када су сви мислили да ће му бити поштеђен живот, Џофри на своју руку, на опште незадовољство његове породице и саветника, садистички, из сопствене забаве, доноси одлуку да се Нед погуби.